# Mohamed Jamal Bouzidi Tiali
Mohamed Jamal Idrissi Bouzidi (en arabe: محمد جمال ادريسي بوزيدي), est un médecin et homme politique marocain, membre du Parti de l'Istiqlal.                               

## Biographie
Mohamed Jamal Idrissi Bouzidi, du Parti de l'Istiqlal (PI), est élu membre de la Chambre des représentants dans la circonscription électorale locale de Taounate-Tissa, lors des élections législatives marocaines du 25 novembre 2011, à la suite d'un référendum constitutionnel le 1er juillet de la même année qui a débouché sur une réforme de la Constitution.  
Affiliation au sein du Parlement
- Commission : Commission des infrastructures, de l'énergie, des mines et de l'environnement.
- Groupe parlementaire : Groupe istiqlalien de l'unité et de l'égalitarisme.